# Varšavski podnevnik
Varšavski podnevnik (polj.: południk warszawski) je podnevnik koji ide kroz Varšavu, išao je na 21°00'32".
Mjesno vrijeme ovog podnevnika se zvalo "Varšavsko vrijeme", i bilo je od prve polovice 19. st. za vremenskomjerne svrhe u zemljama bivše Poljske-Litve.
5. kolovoza 1915., Varšava se prebacila na srednjoeuropsko vrijeme, a ostatak Poljske je malo poslije učinio isto. Službeno, standardno vrijeme je uvedeno u Poljskoj 1. lipnja 1922.
1880., mali stup koji označava ovaj podnevnik je podignut na Kazališnom trgu u Varšavi. 
Označen je s 52°14’40” sj.z.š. 21°00’42” i.z.d. (sukladno ondašnjem zemljopisnom koordinatnom sustavu).